# Alexander Wassiljewitsch Suworow
Alexander Wassiljewitsch Suworow-Rymnikski (russisch Александр Васильевич Суворов-Рымникский, wiss. Transliteration Aleksandr Vasil'evič Suvorov-Rymnikskij; * 13. Novemberjul. / 24. November 1730greg. in Moskau; † 6. Maijul. / 18. Mai 1800greg. in Sankt Petersburg) war ein russischer Generalissimus und Stratege.

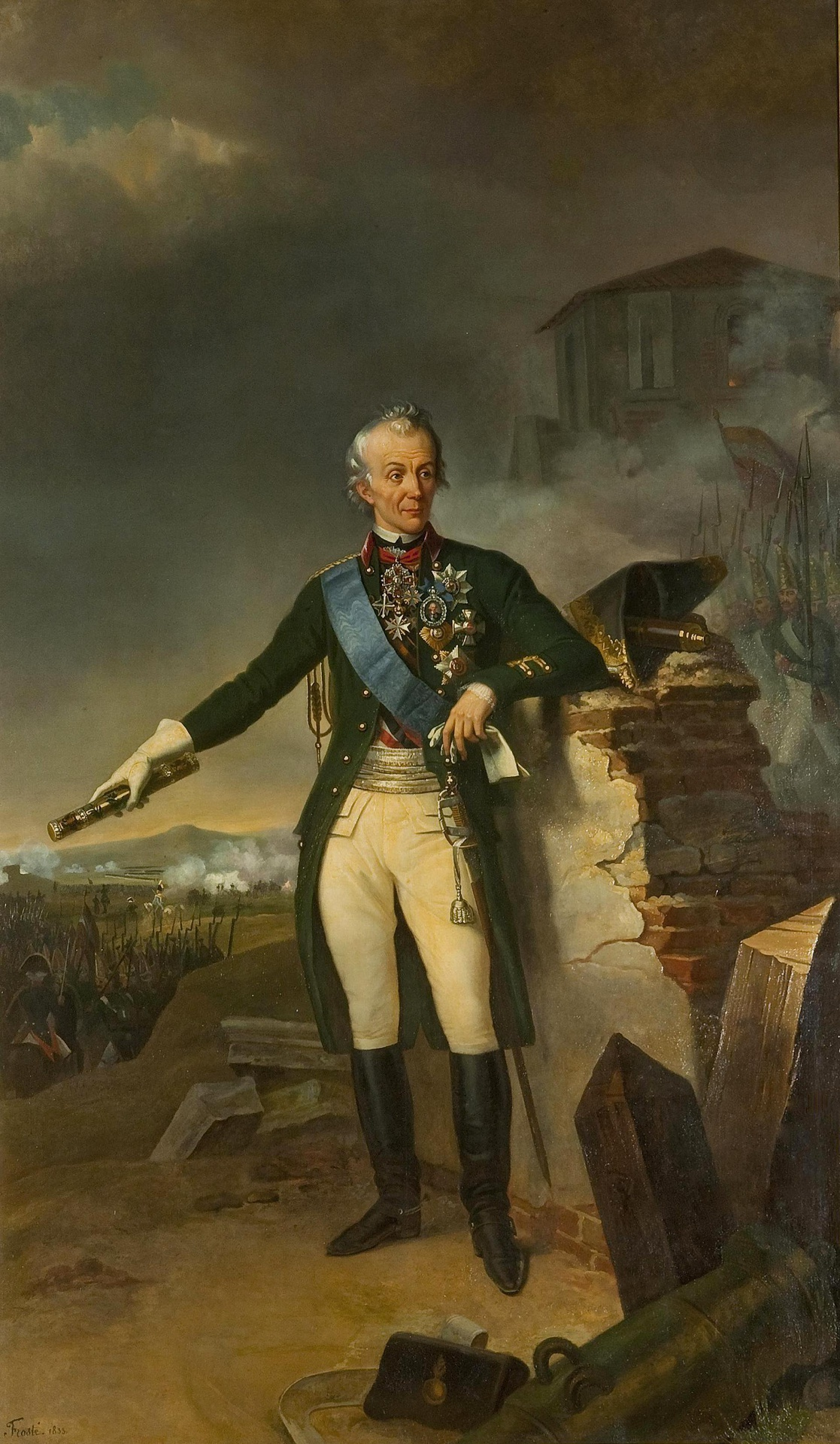
Alexander Wassiljewitsch Suworow-Rymnikski in der Eremitage (Sankt Petersburg).Suworows Unterschrift:

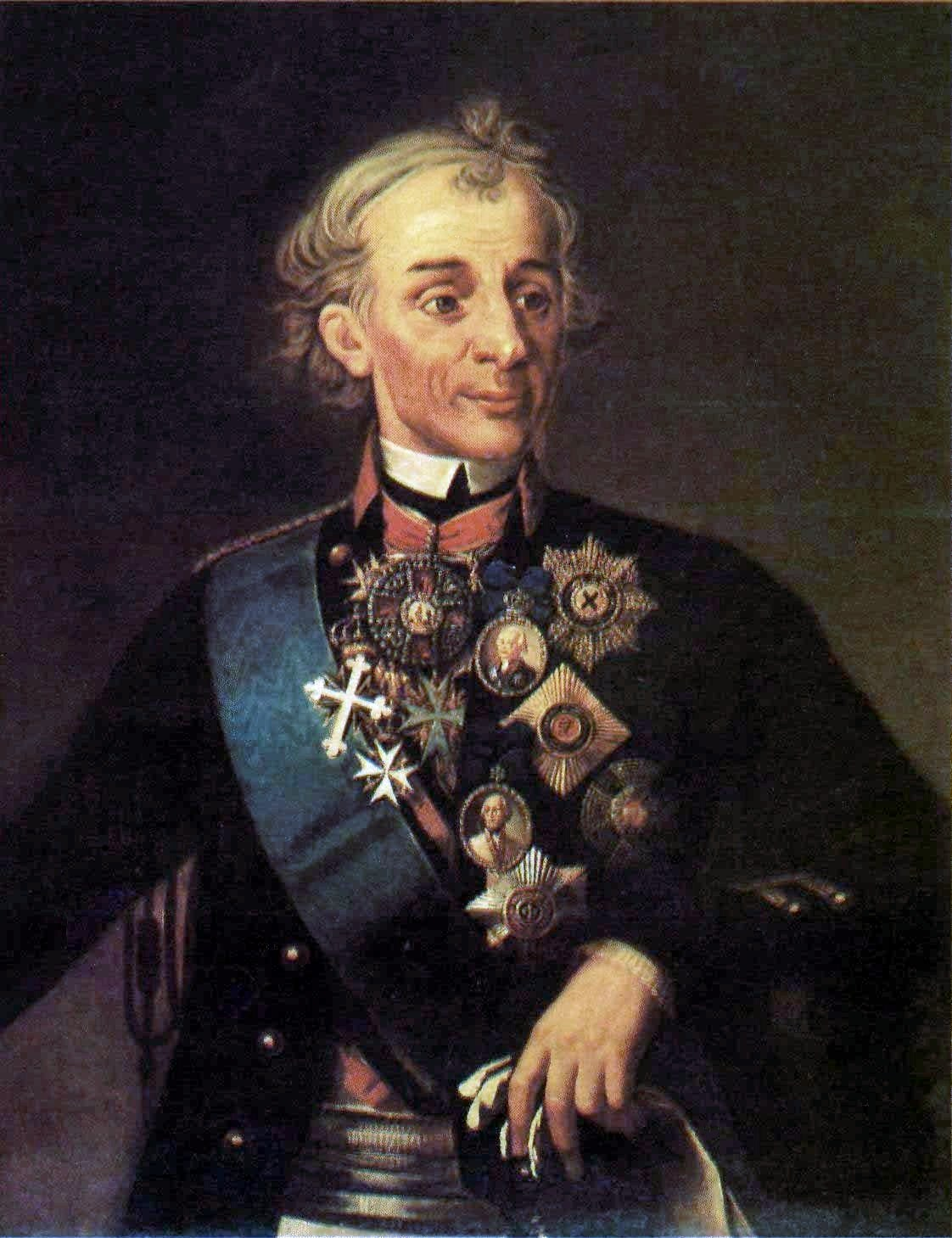
Alexander Wassiljewitsch Suworow (1730–1800); Porträt von George Dawe (ca. 1830)

## Leben
Alexander Wassiljewitsch Suworow war der einzige Sohn von Wassili Iwanowitsch Suworow, der am Hof Peters I. erzogen wurde, später die Aufgaben des Dienstadels zu erfüllen. Als sein Vater im Jahr 1775 als General-en-Chef und Mitglied des Kriegskollegiums starb, hinterließ er Alexander Güter mit fast zweitausend Bauern.
Alexander Suworows Geburtsjahr wird in den Dokumenten zu seiner Person unterschiedlich angegeben, aber nach eigener Angabe wurde er am 13. November 1730jul. geboren. Am 5. November 1742 wurde Suworow in die Stammliste des Semjonowski-Garderegiments eingetragen. Bis zum aktiven Dienstantritt als Korporal am 12. Januar 1748 bestand seine Dienstpflicht darin, seine Schulbildung zu erweitern. Bis 1748, als das Regiment nach Moskau verlegt wurde, war sein Dienstort Sankt Petersburg. In Moskau besuchte Suworow die Landkadettenakademie, deren Abschluss sowohl einen militärischen als auch einen zivilen Rang beinhaltete. Absolventen, die sich bisher nicht in der Militärlaufbahn befanden, bekamen damit zwei Dienstränge, die sowohl eine militärische als auch eine zivile Laufbahn ermöglichten. Im Jahr 1751 erfolgte seine Versetzung als Adjutant zu Generalmajor Nikita Fjodorowitsch Sokownin. Von März bis Oktober war er in Diplomatischer Mission unterwegs nach Dresden und Wien.
Die erste Versetzung in ein anderes Regiment fand 1755 zum Ingermanländischen Infanterieregiment statt. Als nächste Aufgabe erhielt er 1756 die Inspektion der Proviantmagazine im Gouvernement Nowgorod übertragen und wurde dazu zum Oberproviantmeister im Range eines Hauptmanns berufen. Im selben Jahr wirkte er kurzzeitig als General-Auditor-Leutnant im Kriegskollegium, bis er am 15. Dezember zur Infanterie versetzt wurde.

### Siebenjähriger Krieg 1756–1763
Im Siebenjährigen Krieg nahm er 1759 in der Brigade des Generalmajors Michail N. Wolkonski an der Einnahme von Crossen und der Schlacht bei Kunersdorf am 12. August 1759 teil. Im folgenden Jahr wurde er Oberkriegskommissar des Kasaner Infanterie-Regimentes und war am 9. Oktober 1760 an der Einnahme von Berlin beteiligt. Später im selben Jahr diente er bei den leichten Truppen des Generalmajors Gustav Berg. Während des Gefechts bei Stettin am 22. Oktober 1761 wurde er verwundet und nahm ebenfalls an der Belagerung von Kolberg als zeitweiliger Kommandeur der Twerer Dragoner teil. Am 11. September 1762 bekam Suworow das Kommando über das Astrachaner Infanterie-Regiment und versah mit diesem den Wachdienst in der Hauptstadt. Der siebzehnjährige Michail Kutusow diente zu dieser Zeit unter ihm. Bereits am 17. April 1763 übernahm er erstmals für längere Zeit das Kommando über ein Regiment, das Susdaler Infanterie-Regiment.

### Feldzug gegen die polnische Konföderation von Bar 1768–1772
Im polnischen Feldzug gegen die Konföderation von Bar marschierte er als Folge der Verlegung des Regimentes von November bis Dezember 1768 nach Smolensk, wenig später nach Orscha, dann nach Minsk. Am 26. Mai 1769 übernahm Suworow erstmals eine Brigade, die aus den Regimentern Smolensk, Susdal und Nischni Nowgorod gebildet wurde. In nur zwölf Tagen legte er im Sommer 1769 mit dem Susdaler Regiment und zwei Eskadronen Husaren die 500 Kilometer bis Warschau zurück und nahm die Stadt ein. Am 23. September 1771 besiegte Suworow mit 822 russischen Soldaten 3000 bis 4000 polnische Konföderierte. Der Wawel, die Burg von Krakau, kapitulierte am 26. April 1772 vor Suworow. Bereits Ende des Jahres war er wieder in Sankt Petersburg.

### Russisch-Türkischer Krieg 1768–1774

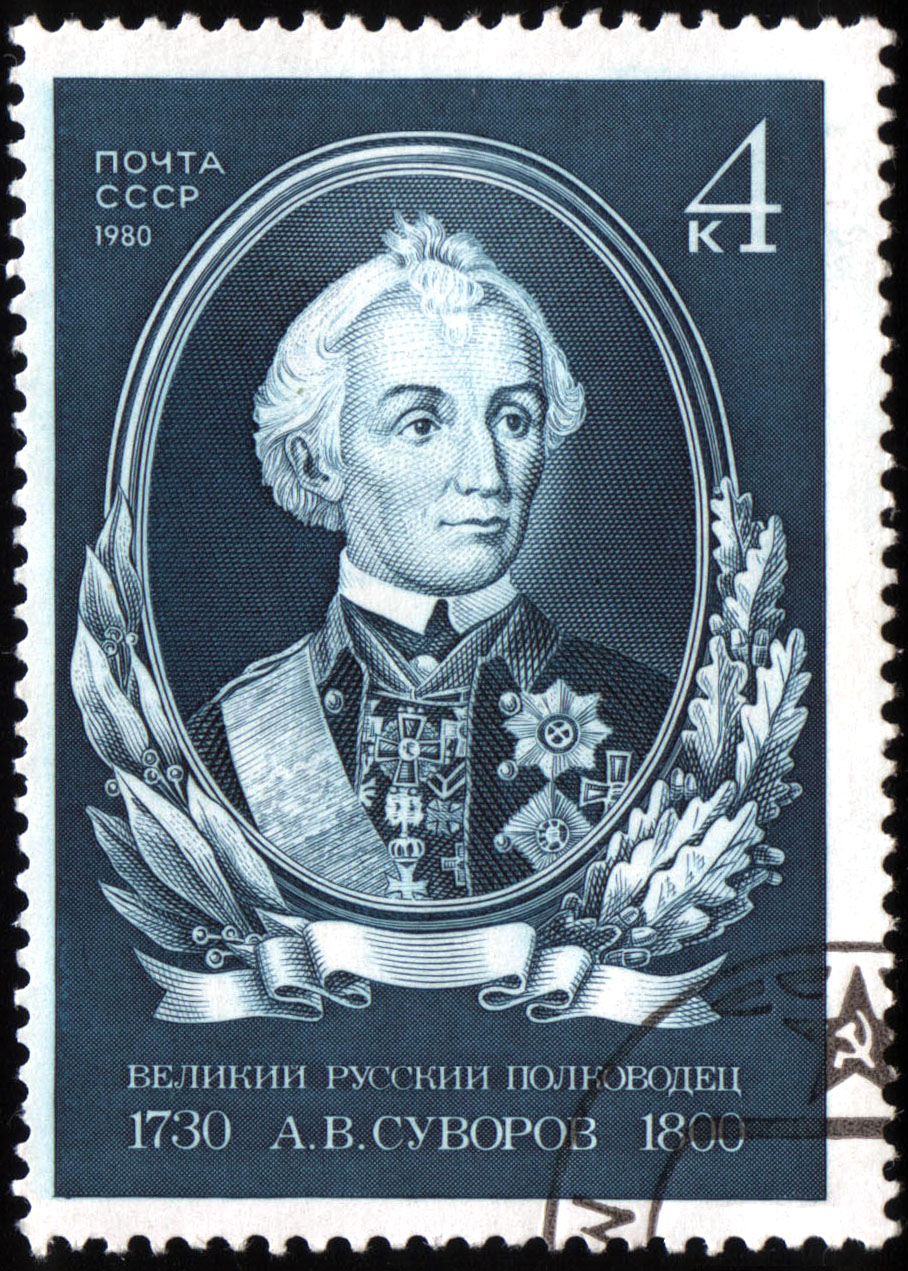
Briefmarke der Sowjetunion die A. W. Suworow gewidmet ist, 1980 (Michel 5009, Scott 4878)

Vor seiner Versetzung ins türkische Kriegsgebiet im Russisch-Türkischen Krieg inspizierte er Finnland. Auf dem linken Ufer der Donau bei Bukarest übernahm er am 17. April 1773 das Kommando über den Verband aus dem Astrachaner Infanterie-Regiment, ein Kavallerie-Regiment und ein Detachment Kosaken. Mit diesen Truppen war er Teil des rechten Flügels der 1. Armee des Generalleutnants Iwan P. Saltykow. Suworows zweiter Angriff am 28. Juni 1773 auf das türkische Lager bei Turtukai am anderen Donauufer war sein erster Sieg auf diesem Kriegsschauplatz. Das führte dazu, dass er das Kommando über den einzigen Brückenkopf der Russen auf dem türkischen Donauufer bei Hirsova übertragen bekam. Er schlug den türkischen Angriff am 14. September erfolgreich zurück. Am 27. Januar 1774 heiratete er Warwara Iwanowna Prosorowskaya, die Tochter eines Generals a. D. Im April 1774 war Suworow mit seinen Truppen auf dem Marsch zum Balkan. Dort schlug er mit nur 8000 Russen bei Kosludscha etwa 40.000 Türken.

### Einsatz in der Ukraine und auf der Krim
Am 30. August wurde er zur Armee Pjotr I. Panins ins Wolgagebiet versetzt, in dem inzwischen der Pugatschow-Aufstand ausgebrochen war. Nach dem Ende des Aufstandes brachte Suworow den gefangenen Pugatschow nach Moskau. Im befriedeten Gebiet des Aufstandes erhielt Suworow das Kommando über die dort stationierten Truppen. Das Jahr 1775 brachte zwei private Ereignisse, den Tod des Vaters und die Geburt der Tochter Natalja am 11. August. Nach einem längeren Urlaub wurde er 1776 erst stellvertretender Kommandeur des Krimkorps und 1777 dessen Kommandeur. Mit der Übernahme des Kommandos über die Truppen des Kuban-Gebietes im November 1777 nahm von Suworow sofort eine Umstrukturierung der Truppenverteilung vor. Im Jahr 1778 war es seine Aufgabe, die christliche Bevölkerung im Krimkhanat auf russisches Territorium umzusiedeln. Dafür erhielt er das Kommando über alle Truppen am Kuban und auf der Krim. Bereits im Sommer waren 31.098 Personen erfolgreich umgesiedelt.
Suworow wurde 1779 zum Kommandeur der Neurussländischen Division mit dem Stabsquartier in Poltawa ernannt, die die von der Türkei neu erworbenen Gebiete in der Ukraine schützen sollte. Aber bereits 1780 schien man ihn vergessen zu haben. Erst am 11. Januar 1782 erreichte er es, das Kommando über die Kasaner Division als neue Aufgabe zu bekommen. Es folgte 1784 das Kommando über die Wladimirer Division, die Geburt des Sohnes Arkadi und 1785 die Übernahme der Petersburger Division. Ende 1786 kommandierte er die Jekaterinoslawer Armee und 1787 die Division Krementschug.

### Russisch-Türkischer Krieg 1787–1791
Zu Beginn des Krieges standen unter Suworows Kommando rund 30.000 Soldaten der 1. Jekaterinoslawer Armee und der Truppen im Bereich der Dnepr-Mündung. Die Türken wählten als Angriffsziel die schwach ausgebaute Festung Kinburn. Trotz der wenigen Zeit, die zur Verstärkung der Festungswerke blieb, konnte der türkische Angriff am 11. Oktober 1787 zurückgeschlagen werden. Suworow wurde an der linken Hüfte und am Unterarm schwer verwundet. Nach der Genesung kommandierte er den Sturm auf die türkische Festung Otschakow am 7. August 1788. Die erneute schwere Verwundung, diesmal am Hals, verbannte ihn zur Genesung in die Festung Kinburn. Dort explodierte am 29. August das Pulvermagazin. Da er sich zu dieser Zeit nicht mehr in seinem Krankenzimmer aufhielt, überlebte er schwer verletzt. Allerdings zog er sich die Ungnade Potjomkins zu und wurde auf diesem Teil des Kriegsschauplatzes nicht mehr eingesetzt. Erst im Dezember 1788 wurde ihm wieder ein Kommando übertragen. In der Armee Rumjanzews kommandierte er die 3. Division auf dem rechten Flügel. Für den Sieg in der Schlacht von Focșani am 1. August 1789 schickte ihm Katharina II. den St.-Andreas-Orden mit Brillanten.
Zwischen den Flüssen Rimna und Rimnik schlug er mit den österreichischen Verbündeten unter dem Prinzen von Coburg die Türken am 22. September 1789 in der Schlacht bei Martinesti (auch als „Schlacht am Rimnik“ bezeichnet). Die Zarin erhob ihn zum Grafen Suworow-Rymnikski, Kaiser Joseph II. erhob ihn zum Grafen des Heiligen Römischen Reiches. Potjomkin würdigte seine Leistungen und übertrug ihm am 6. Dezember 1790 das Kommando über alle Belagerungstruppen vor der Festung Ismajil. Generalmajor Kutusow kommandierte dort die 5. Angriffskolonne. Am 22. Dezember fiel Ismajil, und Suworow erwähnt in seinem Bericht ausdrücklich den Mut und das Können Kutusows. Wegen einer unziemlichen Antwort auf Potjomkins Frage, wie er Suworow für die Eroberung belohnen könne, fiel Suworow erneut bei Potjomkin in Ungnade. Der Sieg von Ismail wurde gänzlich Potjomkin zugeschrieben. Als Anerkennung wurde Suworow Ehrenoberst des Preobraschenski-Garde-Regimentes, eine Ehrung im wörtlichen Sinne. Den türkischen Krieg sah er nunmehr nur noch als Beobachter.
Die Zarin kommandierte ihn am 5. April 1791 an die schwedische Grenze ab. Dort sollte er die Grenze inspizieren. Am 6. Juli 1791 wurde er Leiter des Festungsbaus in Karelien. Am 13. Dezember 1792 folgte die Versetzung in die Ukraine. Alle Truppen an der türkischen Grenze wurden ihm unterstellt. Er gründete Odessa, die Festung in Tiraspol und baute Sewastopol zu einer starken Festung aus.

### Kościuszko-Aufstand 1794
1794 wurde Suworow von Katharina nach Polen geschickt (Zitat: Ich schicke eine doppelte Macht nach Polen: die Armee und Suworow). Mit seinem Eintreffen in Polen nahm der Kościuszko-Aufstand ein schnelles Ende. Eigenmächtig beteiligte er sich an den Kampfhandlungen und siegte am 19. September 1794 bei Brest gegen die Polen unter Karol Sierakowski. Warschaus Vorstadt Praga eroberte er am 4. November 1794, worauf einen Tag später Warschau kapitulierte. Nach der Schlacht bei Praga kam es zum Massaker an der Zivilbevölkerung des Stadtteils. Dabei wurden mehr als zehntausend Einwohner getötet. Wachsmuth spricht von 8.000 getöteten Soldaten und 12.000 Zivilisten.

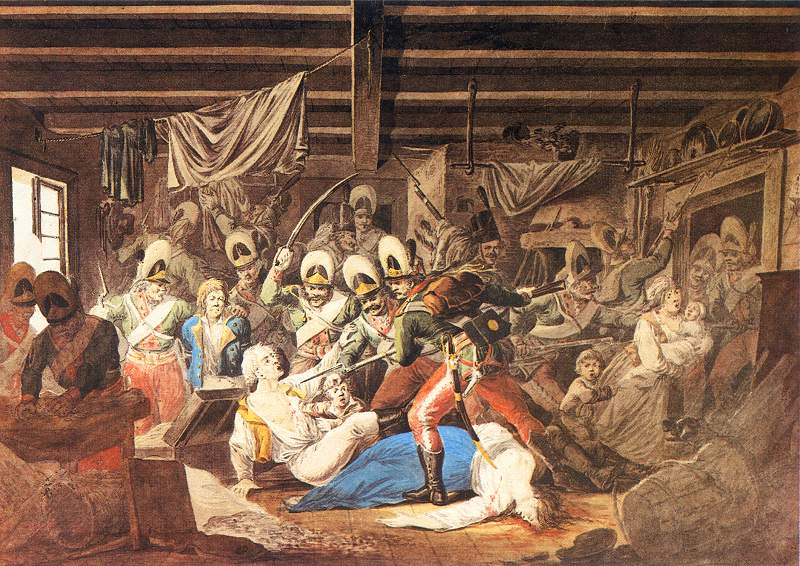
Das Massaker von Praga. Gemälde von Aleksander Orłowski, ca. 1810, Czartoryski-Museum Krakau

Neben dem langersehnten Rang des Feldmarschalls, den Suworow nunmehr 64-jährig erhielt, bekam er aus dem ehemaligen Besitz des letzten polnischen Königs Stanislaw II. August Poniatowski, der nach drei Jahren in russischer Haft plötzlich verstarb, die Herrschaft Kobrin und 700 dazugehörige Bauern. Er kommandierte nun alle russischen Truppen in Polen.
Ende 1795 kehrte er nach Sankt Petersburg zurück, um nach dem folgenden Jahreswechsel das Kommando über die Neurussländische Armee in Tultschyn (heute Ukraine) zu erhalten. Die Thronbesteigung Zar Pauls I. im Jahr 1796 hatte für die russische Armee unangenehme Konsequenzen. Zar Paul löste, orientiert an Preußen, das Stabswesen auf; außer dem Zaren durfte niemand im Offizierskorps Entscheidungen treffen. Suworows Bonus war bald aufgezehrt, und im Februar 1797 bekam er seine unehrenhafte Entlassung mitgeteilt. Im Jahr darauf wurde ihm sein Aufenthaltsort zugewiesen, und der Zar stellte ihn zusätzlich unter Aufsicht.

### Zweiter Koalitionskrieg 1799–1801

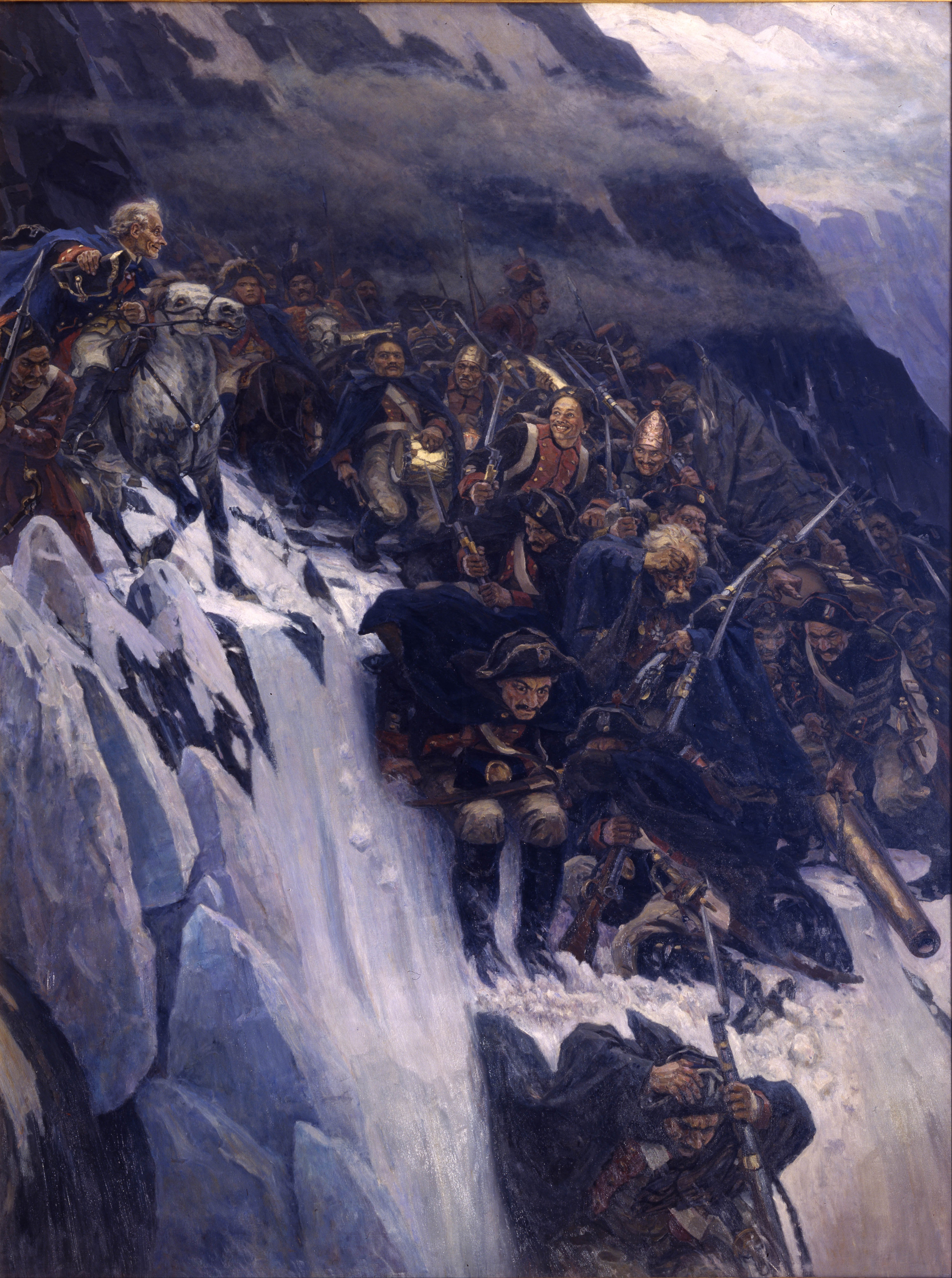
Suworow überquert die Alpen
Gemälde von Wassili Iwanowitsch Surikow

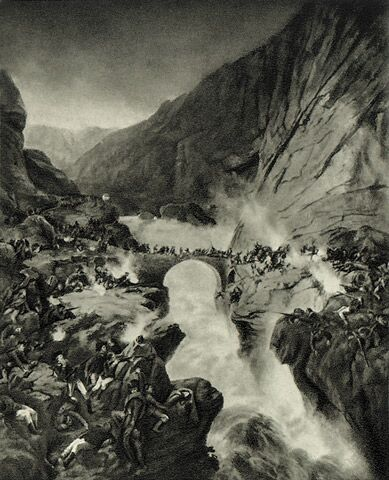
Der Kampf um die Teufelsbrücke

Oberitalien war 1799 auch Schauplatz des Zweiten Koalitionskrieges. Russische und österreichische Truppen vertrieben die französischen Truppen und zerstörten die französischen Satellitenstaaten. Für das vereinte russisch-österreichische Kontingent dieser zweiten Koalition wurde am 24. Februar 1799 Suworow als Oberbefehlshaber eingesetzt. Es folgten die Schlacht an der Adda am 27. April, der Einzug in Mailand am 30. April, der Fall von Turin am 22. Mai und am 18. Juni die Schlacht an der Trebbia. Die russische Vorhut kämpfte gegen die polnische Legion unter Jan Henryk Dąbrowski. Alte Gegner aus den polnischen Feldzügen standen sich erneut und unerbittlich gegenüber. Die siegreiche Schlacht bei Novi am 15. August 1799 beendete den Feldzug. Am 19. August wurde Suworow für seine Erfolge in Italien vom Zaren zum Fürsten von Italien (Knjas Italijski) erhoben.
Österreich und Großbritannien wirkten auf den russischen Kaiser ein, die russischen Truppen aus Italien abzuziehen. Damit waren beide Staaten im politischen Vorteil bei den späteren Friedensverhandlungen mit Frankreich. Die Russen wurden in die Schweiz geschickt und marschierten am 7. September 1799 ab.

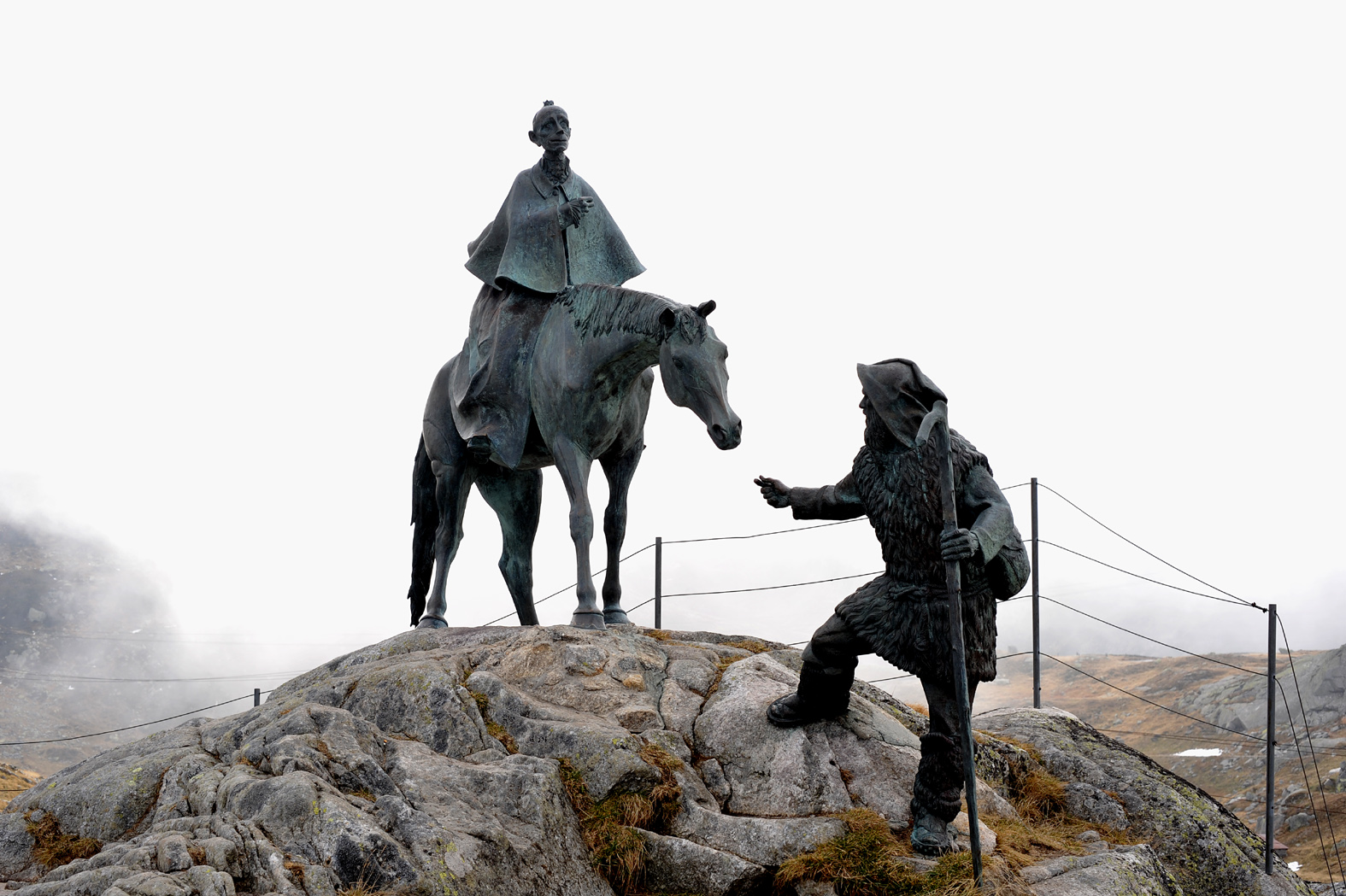
Alexander Suworow mit seinem Führer Antonio Gamba aus Taverne bei der Überquerung des Gotthardpasses (D. N. Tugarinow, 1999)

Der Plan Suworows war es, mit seiner ca. 21.000 Mann zählenden Armee durch einen überraschenden Vorstoß quer durch die Alpen in den Rücken der Truppen von General André Masséna vorzustoßen und ihn zusammen mit den Truppen von Alexander Rimski-Korsakow und einer österreichischen Armee unter General Hotze bei Zürich in die Zange zu nehmen. Obwohl die Russen noch nie zuvor in den Bergen gekämpft hatten, eroberten sie am 24. September den Gotthardpass von den Franzosen, worauf sie unter französischem Beschuss die Schöllenenschlucht passierten. Angekommen in Altdorf, erkannte Suworow, dass ein Weg nach Schwyz entlang des Vierwaldstättersees, mit dem er gemäß der ihm von den Österreichern zur Verfügung gestellten Militärkarten gerechnet hatte, gar nicht existierte. Die Straße endete damals in Altdorf.
Suworow entschied sich für ein waghalsiges Manöver über den Kinzigpass (Chinzig Chulm) ins Muotatal. Obwohl seine Armee zu diesem Zeitpunkt bereits sehr erschöpft war, gehorchte sie treu seinen Befehlen. Das Muotatal wurde am 27. September erreicht. Dort erreichte Suworow die Nachricht, dass am 25. und 26. September Rimski-Korsakow und Hotze von Massena in der Zweiten Schlacht bei Zürich vernichtend geschlagen wurden. Auf einmal wurden er und seine Armee vom Jäger zum Gejagten und sie saßen obendrein noch in der Falle des Muotatals. Nach dem Sieg über Masséna in der Schlacht im Muotatal am 1. Oktober gelang Suworow jedoch der Ausbruch über den Pragelpass nach Glarus, von wo aus sich die russische Armee über den Panixerpass ins Bündnerland absetzte und dann über den St. Luzisteig Richtung Österreich marschierte.
Trotz der widrigen Bedingungen konnte Suworow ca. 15.000 Mann seiner Armee aus der Umzingelung herausführen und brachte noch ca. 1400 französische Gefangene mit sich, darunter General Guiot de Lacour. Insgesamt konnten bei hohen Verlusten von 4.000 Mann die Ziele des Alpenfeldzugs jedoch nicht erreicht werden. Für die Verspätung Suworows spielte die verspätete Bereitstellung der Lasttiere durch die Österreicher am Anfang des Feldzugs, aber auch unzureichende Kenntnisse der Landschaft ebenso eine Rolle wie die beim verlustreichen Kampf um die Teufelsbrücke verlorene Zeit. Der ehrgeizige, aber im Detail unzureichend durchdachte österreichische Plan verwandelte sich dadurch in ein kräftezehrendes Abenteuer ohne militärischen oder politischen Nutzen. Die ehemalige russische Italien-Armee war danach jedoch bis auf Weiteres nur bedingt einsatzfähig und Russland musste sich somit bei den Verhandlungen mit einer Nebenrolle begnügen.
Am 5. Dezember erreichten die restlichen Soldaten Prag und bezogen das Winterquartier bei Dušníky. Suworows schwere Erkrankung ließ ihn den Oberbefehl abgeben. Am 20. März 1800 fiel er erneut in Ungnade, weil während des Feldzuges administrative Dienstvorschriften nicht eingehalten worden waren. Die Existenz eines Stabes zur Kriegsführung war vom Kaiser bei Regierungsantritt abgeschafft worden. Offiziere sollten nicht am Schreibtisch sitzen, sondern kämpfen. Obwohl Paul I. Suworow vollständig freie Hand gewährt und den Kriegsrat angewiesen hatte, dass Suworow keine Befehle, sondern nur noch Empfehlungen und Informationen bekommen solle, revanchierte sich der Monarch auf diese Weise, nachdem Suworow nicht mehr benötigt wurde.
Am 18. Mai 1800 starb Alexander Suworow und wurde sechs Tage später im Alexander-Newski-Kloster beigesetzt. Die öffentliche Presse und der Hof nahmen weder Tod noch Beisetzung offiziell zur Kenntnis. Das einfache Volk versammelte sich in großer Zahl zur Beisetzung.

## Beförderungen
- 12. Januar 1748 Korporal
- 1749 Unterfähnrich
- 19. Juni 1751 Sergeant
- 6. Mai 1754 Leutnant
- 15. Dezember 1756 Premiermajor
- 19. Dezember 1758 Oberstleutnant
- 6. September 1762 Oberst
- 3. Oktober 1768 Brigadegeneral
- 12. Januar 1770 Generalmajor
- 17. März 1774 Generalleutnant
- 3. Oktober 1786 General
- 30. November 1794 Feldmarschall
- 8. November 1799 Generalissimus

## Orden

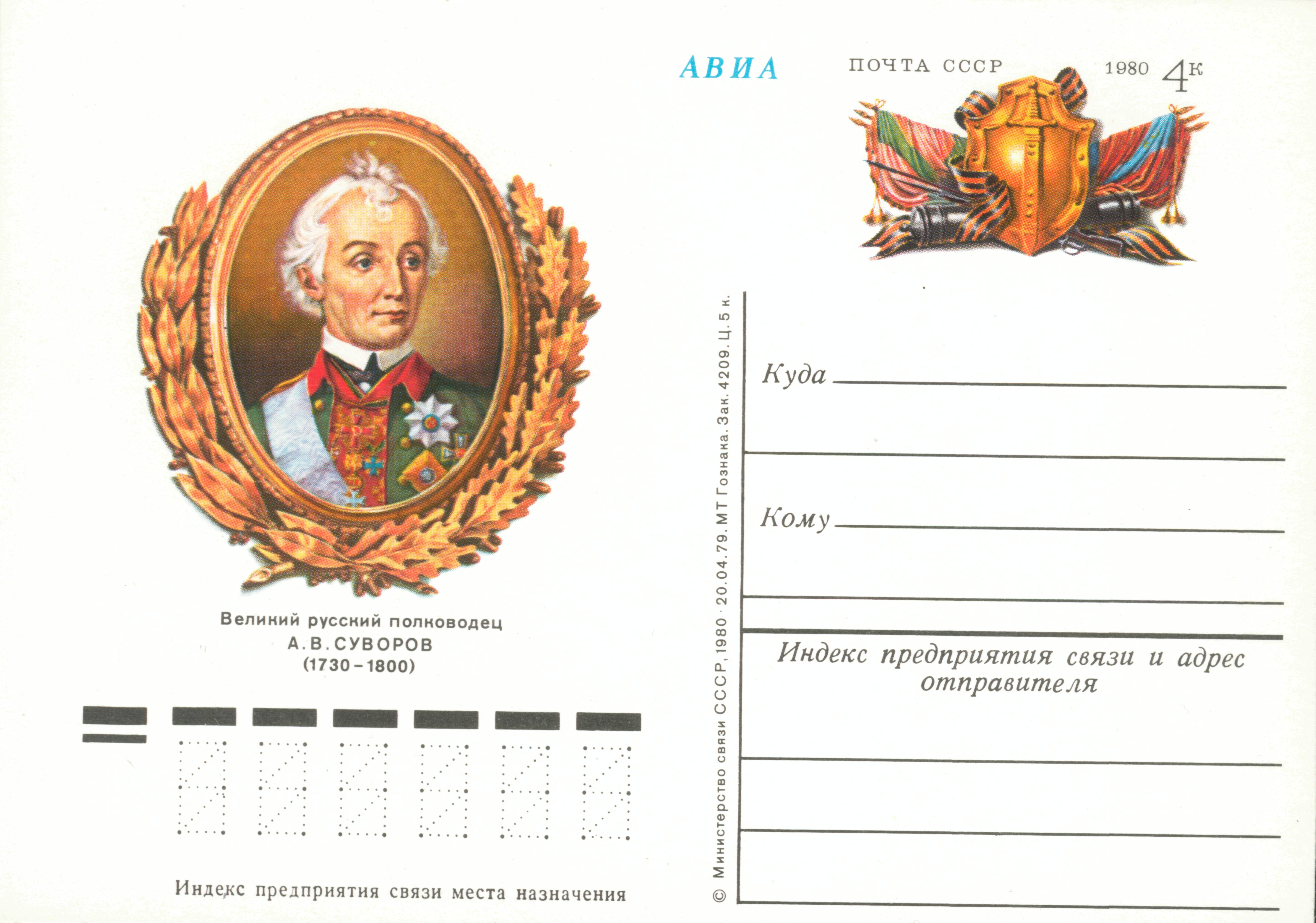
1980

- 1770 – Ritter des holsteinischen Annenordens (11. Oktober)
- 1771 – Ritter III. Klasse des russischen Georgsordens  (30. August)
- 1771 – Ritter des russischen Alexander-Newski-Ordens (31. Dezember)
- 1773 – Ritter II. Klasse des russischen Georgsordens (10. August)
- 1783 – Ritter I. Klasse des russischen Wladimirordens (Ende Juli)
- 1787 – Ritter des russischen St.-Andreas-Ordens
- 1789 – Ritter des russischen St.-Andreas-Ordens mit Brillanten
- 1789 – Ritter iI. Klasse des russischen Georgsordens
- 1793 – Ritter des polnischen Ordens des Weißen Adlers
- 1794 – Ritter des preußischen Roten Adlerorden (Dezember)
- 1794 – Ritter des preußischen Schwarzen Adlerordens (Dezember)

## Konfession
Alexander Wassiljewitsch Suworow war ein orthodoxer Christ und Gemeindemitglied der Kirche von Theodor Studites in Moskau. Jetzt befindet sich dort eine Gedenktafel für Suworow. Spekulationen über eine Mitgliedschaft im Bund der Freimaurer sind nicht belegbar. Es gibt zuverlässige Nachrichten über den einzigen Besuch der dortigen Loge Zu den drei Kronen.

## Werke
- 1764/65: Die Regimentsordnung
- 1806: Die Kunst des Siegens

## Rezeption

### Denkmäler

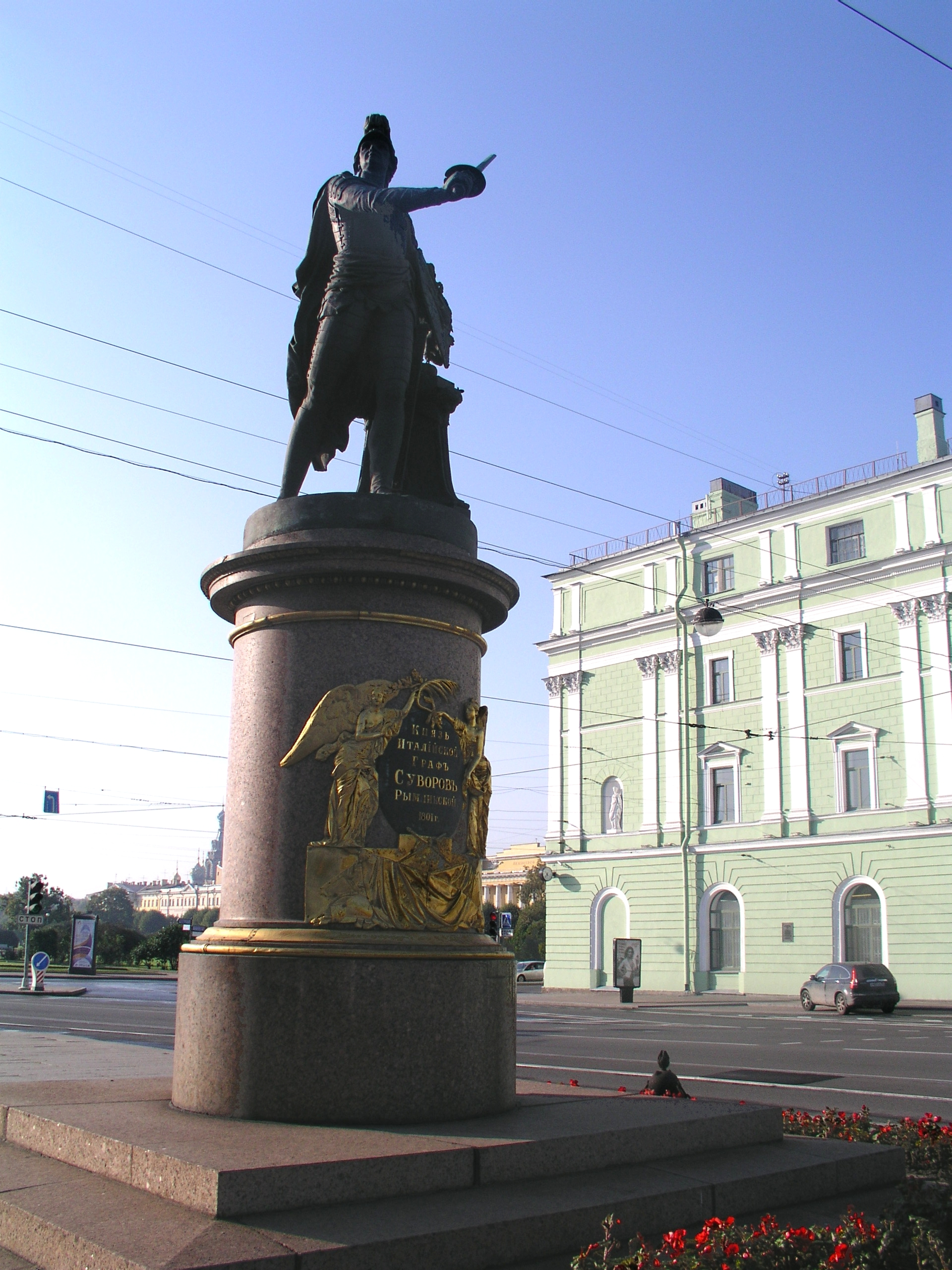
Denkmal für Suworow in Sankt Petersburg

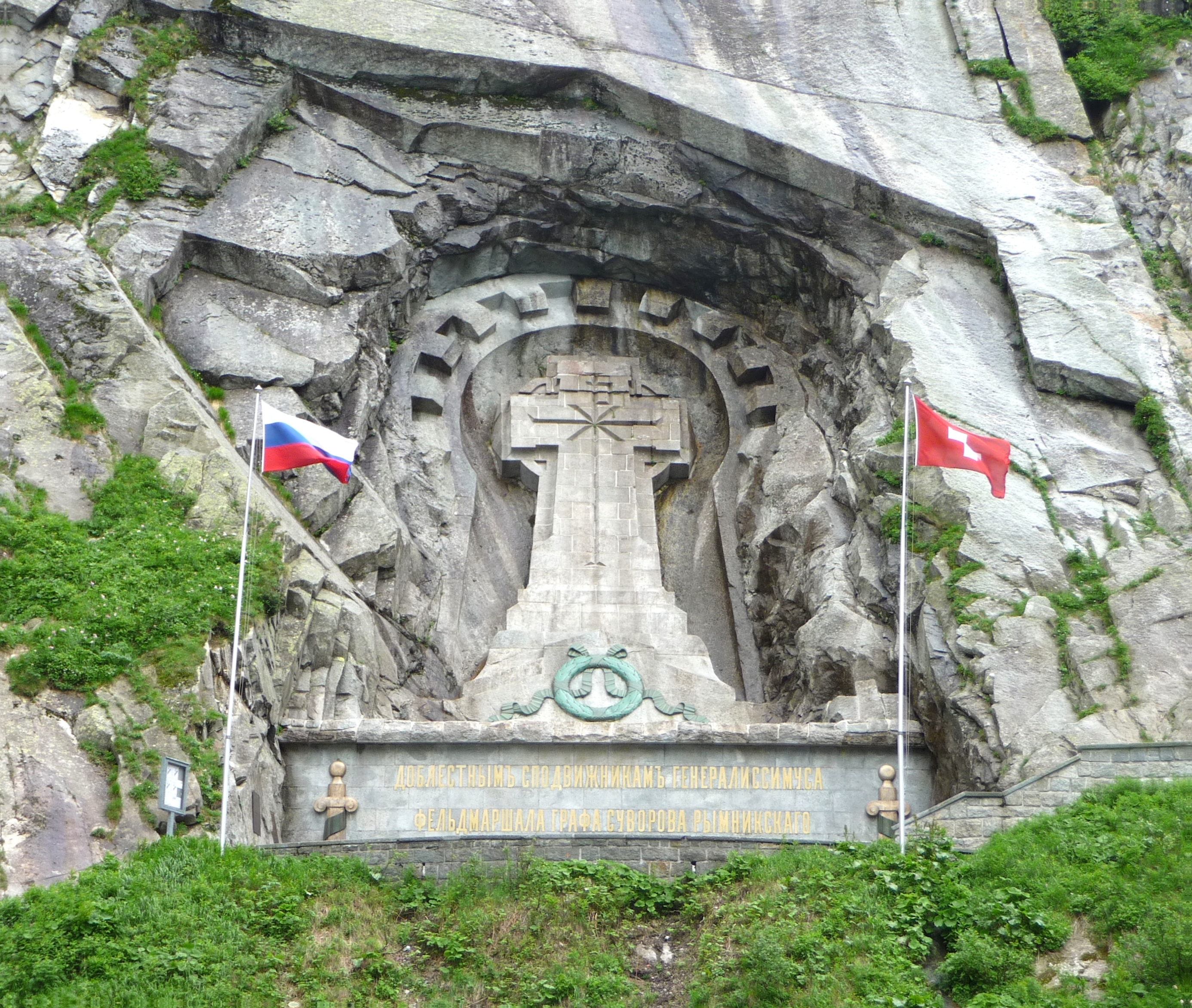
Suworow-Denkmal in der Schöllenen-Schlucht (Schweiz)

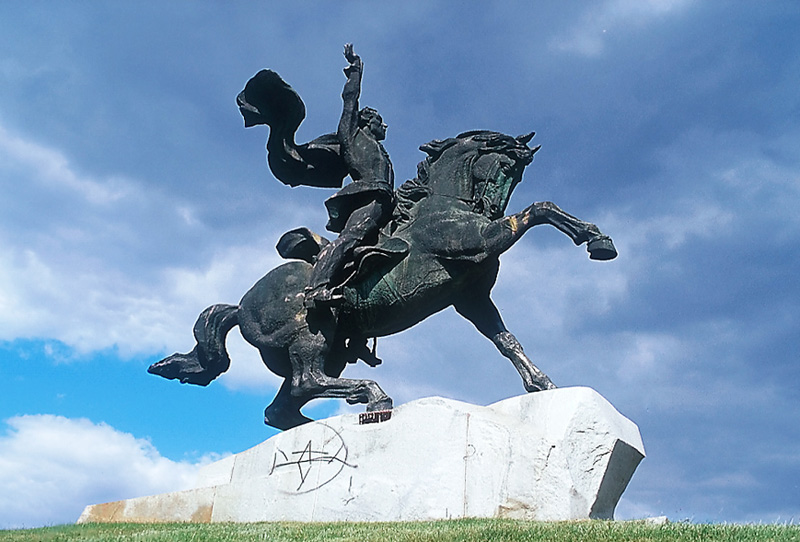
Suworow-Denkmal in Tiraspol

Nicht ganz 100 Jahre nach der Schlacht wurde 1898 bei der Teufelsbrücke in der Schöllenenschlucht im Schweiz Kanton Uri das Suworow-Denkmal errichtet, welches an die Schlacht zwischen Russen und Franzosen in diesem unwegsamen Gelände erinnert. Dieses Denkmal wurde Anfang 2022 zwischenzeitlich von mutmaßlich proukrainischen Aktivisten geschändet.
Suworow, als Begründer 1792 der heute nicht mehr existenten Festung Tiraspol, wurde 1979 in der drittgrößten Stadt der Moldauischen SSR ein Denkmal errichtet. Heute liegt Tiraspol auf dem Gebiet der nicht anerkannten Republik Transnistrien in Moldawien. Suworow ist dort gerne abgebildeter Hauptstadtgründer und Staatsheld. Ein Porträt Suworows findet sich auf zahlreichen Banknoten und Münzen des Transnistrischen Rubels.
Am Ende des 19. Jahrhunderts wurde auf dem Sankt-Petersburger Marsfeld ein Denkmal für Suworow errichtet, in welchem er als Kriegsgott Mars dargestellt ist. – Nach der Umgestaltung des Marsfeldes in eine „Revolutionsgedenkstätte“ erhielt der Obelisk 1920 seinen Platz auf einer Verkehrsinsel vor der Troizki-Brücke.
Auf dem Moskauer Suworow-Platz steht seit 1982 ein ihm gewidmetes Denkmal.
1999 wurde auf dem Gotthardpass ein Reiterstandbild von D. N. Tugarinow enthüllt: Alexander Suworow mit seinem Führer bei der Überquerung des Passes.
Weitere Denkmäler befinden sich in Russland in Aksai, Asow, Nowokusnezk, Nowotscherkassk, Sankt Petersburg, Rostow am Don; in Pensa steht ein Denkmal für die dort gestrickten Socken mit der doppelten Ferse; in Belarus in Kobryn; in Polen in Terespol; in der Ukraine in Cherson, in Ismajil, in Odessa, in Otschakiw, in Tultschyn, in Sewastopol und Simferopol, in Kiew wurde das Denkmal bei der Suworow-Militärschule wieder abgebaut; in Rumänien in Dragosloveni, Gemeinde Dumbrăveni zu Ehren der Schlacht von Rymnik.
Während des Russischen Überfalls auf die Ukraine 2022 erbeuteten russische Truppen bei ihrem Rückzug aus Cherson im Oktober ein Denkmal für Suworow. Als Reaktion auf den russischen Angriffskrieg stimmte der Stadtrat von Odessa am 1. Dezember 2022 für eine Demontage des örtlichen Suworow-Denkmals. Am selben Tag begann der Abbau eines Denkmals für Suworow in Ismajil.
Die in diesen Denkmälern zum Ausdruck kommende positive Bewertung Suworows wurde auch auf seine Soldaten übertragen. Beispielsweise werden 1799 auf dem Rückmarsch vom Alpenfeldzug in Weingarten gestorbene Soldaten auf 1948 und 1957 errichteten Gedenksteinen als „unsterbliche Helden Suworows“ bzw. „Suworow-Helden“ bezeichnet.

### Weiteres
Das Suworow-Museum in Sankt Petersburg wurde 1900 gegründet. Die städtische Siedlung Katlabuh in der Ukraine wurde nach 1945 nach Suworow benannt. Auch der Asteroid des äußeren Hauptgürtels (2489) Suvorov ist nach ihm benannt.
Außerdem sind etliche Städte nach ihm benannt: Suworow (Stadt), die ehemals preußische Kreisstadt Spandienen wurde 1945 in Suworowo umbenannt, ebenso wurde 1946 das ehemals preußische Dorf Zohpen in Suworowo umbenannt. Sowohl in der Oblast Moskau, in der Oblast Wologda, als auch in der Oblast Warna (Bulgarien) gibt es Städte mit dem Namen Suworowo. Auch die Ortschaft Suworowskaja im nördlichen Kaukasus wurde 1835 nach Suworow umbenannt.
Neben dem Suworow-Denkmal in der Schöllenen (s. o.) gibt es in Andermatt ein Suworow-Haus, das bei der Alpenüberquerung Suworow als Quartier diente und in dem heute das Talmuseum Andermatt untergebracht ist.
Die Via Suworow, ein Schweizer Kulturwanderweg, folgt den historischen Spuren Suworows bei seinem Feldzug über die Schweizer Alpen.
Das Linienschiff Knjas Suworow der kaiserlich-russischen Marine wurde nach ihm benannt. Gleiches gilt für ein russisches Atom-U-Boot.

## Film
- Suworow (UdSSR 1940, Regie: Wsewolod Illarionowitsch Pudowkin/Michail Doller, mit Nikolai Tscherkassow als Suworow)
- Sergei Latschi: Jagd auf den Feldmarschall. Dokumentarfilm zum 220. Jahrestag der Alpen-Überquerung der unbesiegbaren Armee von Alexander Suworow, 2019